# Pityocera nana
Pityocera nana är en tvåvingeart som först beskrevs av Walker 1850.  Pityocera nana ingår i släktet Pityocera och familjen bromsar. Inga underarter finns listade i Catalogue of Life.